# Рівняння Єфименка
В електромагнетизмі рівняння Єфименка, названі на честь Олега Єфименка, описують поведінку електричного та магнітного полів з точки зору розподілу зарядів і струмів у час запізнення.
Рівняння Єфименко є розв'язками рівнянь Максвелла для заданого розподілу зарядів і струмів за умови відсутності електромагнітного поля крім одного, створеного цими ж зарядами та струмами.

## Рівняння

### Електричні та магнітні поля

Вектори положення і, використані в обрахунках

Рівняння Єфименка визначають електричне поле {\displaystyle E} та магнітне поле {\displaystyle B}, створені зарядами та струмами довільного розподілу, при густині заряду {\displaystyle \rho } та густині струму {\displaystyle J}.
{\displaystyle \mathbf {E} \left(\mathbf {r} ,t\right)={\frac {1}{4\pi \epsilon _{0}}}\int \left[\left({\frac {\rho (\mathbf {r} ',t_{r})}{\left|\mathbf {r} -\mathbf {r} '\right|^{3}}}+{\frac {1}{\left|\mathbf {r} -\mathbf {r} '\right|^{2}c}}{\frac {\partial \rho \left(\mathbf {r} ',t_{r}\right)}{\partial t}}\right)\left(\mathbf {r} -\mathbf {r} '\right)-{\frac {1}{\left|\mathbf {r} -\mathbf {r} '\right|c^{2}}}{\frac {\partial \mathbf {J} \left(\mathbf {r} ',t_{r}\right)}{\partial t}}\right]\mathrm {d} ^{3}\mathbf {r} ',}
{\displaystyle \mathbf {B} \left(\mathbf {r} ,t\right)={\frac {\mu _{0}}{4\pi }}\int \left[{\frac {\mathbf {J} \left(\mathbf {r} ',t_{r}\right)}{\left|\mathbf {r} -\mathbf {r} '\right|^{3}}}+{\frac {1}{\left|\mathbf {r} -\mathbf {r} '\right|^{2}c}}{\frac {\partial \mathbf {J} \left(\mathbf {r} ',t_{r}\right)}{\partial t}}\right]\times \left(\mathbf {r} -\mathbf {r} '\right)\,\mathrm {d} ^{3}\mathbf {r} ',}
Де {\displaystyle r'} — точка розподілу заряду, {\displaystyle r} — точка у просторі, та
{\displaystyle t_{r}=t-{\frac {\left|\mathbf {r} -\mathbf {r} '\right|}{c}}}
— час запізнення.
Також існують аналогічні вирази для {\displaystyle D} та {\displaystyle H}.
Ці рівняння залежать від часу узагальненнями законів Кулона та Біо-Савара в електродинаміці, які перш за все справедливі лише для електростатичних, магнітостатичних полів і постійних струмів.

### Походження з запізнілих потенціалів
Рівняння Єфименко можуть бути виведені з запізнілих потенціалів {\displaystyle \phi } та {\displaystyle A}:
{\displaystyle {\begin{aligned}&\varphi \left(\mathbf {r} ,t\right)={\dfrac {1}{4\pi \epsilon _{0}}}\int {\dfrac {\rho \left(\mathbf {r} ',t_{r}\right)}{\left|\mathbf {r} -\mathbf {r} '\right|}}\mathrm {d} ^{3}\mathbf {r} ',\\&\mathbf {A} \left(\mathbf {r} ,t\right)={\dfrac {\mu _{0}}{4\pi }}\int {\dfrac {\mathbf {J} \left(\mathbf {r} ',t_{r}\right)}{\left|\mathbf {r} -\mathbf {r} '\right|}}\mathrm {d} ^{3}\mathbf {r} ',\end{aligned}}}
що є розв'язками рівнянь Максвелла в потенціальній формі, займаючи місце у визначеннях електромагнітних потенціалів самих себе:
{\displaystyle \mathbf {E} =-\nabla \varphi -{\dfrac {\partial \mathbf {A} }{\partial t}},\quad \mathbf {B} =\nabla \times \mathbf {A} }
і використавши співвідношення
{\displaystyle c^{2}={\frac {1}{\epsilon _{0}\mu _{0}}}}
заміняє потенціали {\displaystyle \phi } та {\displaystyle A} полями {\displaystyle E} та {\displaystyle B}.